# خوان كارلو كوبياس
خوان كارلو كوبياس (بالإسبانية: Juan Carlos Cubillas)‏ (20 أكتوبر 1971 في بنما - ) هو مدرب كرة قدم ولاعب كرة قدم بنمي في مركز الوسط. شارك مع منتخب بنما لكرة القدم. أما مع النوادي، فقد لعب مع نادي تاورو ‏.

## وصلات خارجية
- خوان كارلو كوبياس على موقع الاتحاد الدولي (مؤرشف)  (الإنجليزية)
- خوان كارلو كوبياس على موقع قاعدة بيانات كرة القدم.إي يو (الإنجليزية)
- خوان كارلو كوبياس على موقع ناشيونال فوتبول تيمز (الإنجليزية)
- خوان كارلو كوبياس على موقع Soccerway.com (الإنجليزية)